# Marcia Quiñónez
Marcia Quiñónez – ekwadorska judoczka.
Uczestniczka mistrzostw świata w 1986. Brązowa medalistka igrzysk panamerykańskich w 1987. Zdobyła trzy medale na mistrzostwach panamerykańskich w latach 1980 - 1986.